# Nancy Huston
Nancy Louise Huston (ur. 16 września 1953 w Calgary) – kanadyjska pisarka i eseistka, od 1973 roku mieszkająca w Paryżu. Pisze w języku francuskim i angielskim.

## Życiorys
Huston urodziła się w Calgary w Kanadzie i mieszkała tam do piętnastego roku życia. Wtedy wraz z rodziną przeprowadziła się do Wilton w stanie New Hampshire w USA. Studiowała na Sarah Lawrence College w Nowym Jorku, gdzie dostała możliwość spędzenia roku studiów w Paryżu. Przyjechała tam w 1973 roku i pod kierunkiem Rolanda Barthes’a napisała pracę dyplomową o tabu językowym.
Od 1979 do 2014 roku związana z francuskim filozofem, krytykiem literatury i teoretykiem kultury, bułgarskiego pochodzenia Tzevanem Todorovem, ojcem ich dwójki dzieci.
Od 2013 roku związana ze szwajcarskim malarzem Guyem Obersonem.

## Nagrody[2]
2006 : Prix Femina za Znamię (Lignes de faille)
1996 : Prix Goncourt des lycéens za Instruments des ténèbres
1994 : Prix Louis Hémon i Prix "L" za La Virevolte
1993 : Governor General's Award za Cantique des Plaines
1981 : Prix Contrepoint za Les Variations Goldberg